# Miriam Dell

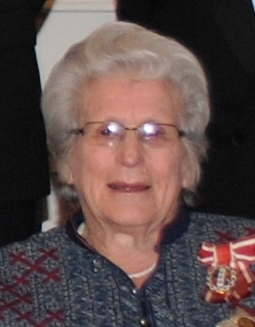
Miriam Dell im Jahr 2011

Dame Miriam Patricia Dell (geboren am 14. Juni 1924 in Hamilton; gestorben am 22. März 2022 in Carterton) war eine neuseeländische Frauenrechtlerin.

## Leben
Die Tochter von Gerald Matthews und dessen Frau Ruby, geborene Crawford, erhielt den Namen Miriam Patricia Matthews. Sie studierte Geschichte und Botanik an der Universität in Auckland, wo sie 1944 abschloss. Sie heiratete 1946 den Weichtierforscher Richard Dell und zog mit ihm nach Wellington. Das Paar hatte vier Kinder.
Aufgrund von Abstimmungsproblemen mit Fakultäten und Dozenten brach sie ihre geplante wissenschaftliche Karriere ab und konzentrierte sich auf ihre Tätigkeiten als Mutter, Hausfrau und Mittelschul-Lehrerin. Sie unterrichtete das Fach Wissenschaften. Daneben engagierte sie sich für Frauenrechte, zunächst in der kirchlichen Frauenorganisation Association of Anglican Women, dann im National Council of Women of New Zealand, dessen Präsidentin sie von 1970 bis 1974 war. 1974 wurde sie zur Vorsitzenden des nationalen Frauenkomitees berufen – dieses Gremium war der Vorläufer des 1984 gegründeten neuseeländischen Frauenministeriums. Zu ihren Themen zählten gleiche Bürgerrechte und -pflichten für Frauen, Frauenbeschäftigung, die Berücksichtigung von Frauen bei der Besetzung von Geschworenengerichten und politischen Ämtern, die Rechtsstellung in Ehe und Scheidung sowie Mutterschutz und Pflegezeiten. Sie saß ferner 1974 bis 1985 im UNESCO-Gremium Neuseelands.
In den Jahren 1975, 1980 und 1985 vertrat sie als Delegierte die neuseeländische Regierung auf den UN-Konferenzen zum Status der Frau. Ferner war sie von 1979 bis 1986 für zwei Amtszeiten Präsidentin des Internationalen Frauenrats (ICW), in dessen Vorstand sie bereits seit 1976 saß. Im November 1981 besuchte sie in dieser Funktion Deutschland.
1988 war sie als ICW-Ehrenpräsidentin eine Mitorganisatorin der 100-Jahr-Feier dieser Organisation; 1993 war sie Vorsitzende des Gremiums zur Durchführung der 100-Jahr-Feier für das Frauenwahlrecht in Neuseeland.
2013 wurde erstmals der zweijährliche Miriam Dell Award verliehen, der für die Förderer von Frauen in Wissenschaften, Mathematik und Technologie bestimmt ist.

## Auszeichnungen
- Commander of the Order of the British Empire, 1975
- Dame Commander of the Order of the British Empire, 31. Dezember 1979
- Mitglied des Order of New Zealand, 6. Februar 1993